# Le più belle canzoni di Viola Valentino
Le più belle canzoni di Viola Valentino è una raccolta della cantante italiana Viola Valentino, pubblicata nel 2005.

## Tracce
1. Comprami
2. Amiche
3. Anche noi facciamo pace
4. Arriva, arriva
5. Giorno popolare
6. Romantici
7. Segui me
8. Sei una bomba
9. Sera coi fiocchi
10. Se mi va
11. Sola
12. Compreme (Versione Spagnola)